# Mydas xanthopterus
Mydas xanthopterus is een vliegensoort uit de familie Mydidae. De wetenschappelijke naam van de soort is voor het eerst geldig gepubliceerd in 1866 door Loew.
De soort komt voor in Mexico en de Verenigde Staten.